# Graphidessa variegata
Graphidessa variegata là một loài bọ cánh cứng trong họ Cerambycidae.